# Везенцев Александр Иванович
Везенцев Александр Иванович — российский учёный, доктор технических наук, профессор кафедры общей химии института фармации, химии и биологии Белгородского государственного национального исследовательского университета.

## Биография
Родился 5 мая 1947 г. в Белгороде.
В 1965 году поступил в Харьковский политехнический институт на факультет неорганической химии и в 1971 году окончил его по специальности — химическая технология стекла и ситаллов в квалификации — инженер химик-технолог. Материалы дипломной работы А. И. Везенцева были удостоены дипломов первой степени на городском и республиканских конкурсах научных студенческих работ.
C 1971 по 1974 год работал в Белгородском технологическом институте строительных материалов, в должности инженера и младшего научного сотрудника. С 1974 г. обучался в очной аспирантуре БТИСМ. Работу на соискание ученой степени кандидата технических наук защитил в МХТИ
им. Д. И. Менделеева в 1979 году по специальности: технология силикатных и тугоплавких неметаллических материалов, а на соискание ученой степени доктора технических наук — в РХТУ им. Д. И. Менделеева в 2000 году по специальности: технология керамических, силикатных и тугоплавких неметаллических материалов.
С 1977 по 2002 гг. работал в Белгородской государственной технологической академии строительных материалов в должности ассистента, старшего преподавателя, доцента, ведущего научного сотрудника и профессора. С 2002 г. по настоящее время работает в должности профессора и заведующего кафедрой общей химии БелГУ, является руководителем научно-исследовательских работ химического материаловедения.
В настоящее время проф. А. И. Везенцев является исполнителем научно-исследовательской работы по теме «Разработка технологии переработки органических отходов сельского хозяйства в адсорбенты и засыпные грунты для мусорных полигонов», выполняемой в соответствии с Соглашением о предоставлении гранта в форме субсидии из областного бюджета на оказание государственной поддержки внедрения в производство инновационных технологий в рамках технологических проектов полного цикла, а также руководителем гранта РФФИ и Правительства Белгородской области.

## Научно-исследовательская работа
Сфера научных исследований: Разработка физико-химических основ технологий силикатных и тугоплавких неметаллических материалов.
Научные направления: Разработка физико-химических основ новых технологий и новых материалов для фармации, медицины, ветеринарии, животноводства, строительства, авиакосмической и иной современной техники.
В спектр научных интересов Везенцева А. И. входят работы от моделирования геохимических процессов, протекающих в глубинных слоях планета Земля, в частности, объяснен механизм образования минералов и горных пород на принципиально нового типа месторождения алмазов (Ломоносовское месторождение, Архангельская область), экспериментально смоделированы и выявлены условия образования параллельно-волокнистых агрегатов (жил) хризотил-асбеста, до разработки материалов для авиакосмической техники, в частности, совместно с научными сотрудниками Российского института авиационных материалов разработаны композиционные материалы огнезащитного действия (огнезащитное покрытие двигателя самолёта ТУ-204), разработан и внедрен в производство нанодисперсный наполнитель МН-61 и новый пресс-материал электротехнического назначения ДК-46. Разработана новая экологически безопасная технология производства компонента защитно-декоративных покрытий космических кораблей и армирующий тиксотропный загуститель высокопрочных клеев для использования в самолётостроении.
Совместно с научными сотрудниками лаборатории природных канцерогенов Института канцерогенеза Российского онкологического научного центра им. Н. Н. Блохина РАН выявлена роль Ni и Co в канцерогенном действии хризотил-асбеста, выявлено влияние окружающей среды, как воздушной, так и в виде продуктов гидратации портландцемента на снижение онкоопасности хризотил-асбеста, установлено, что волокна, выделенные из асбестоцементных изделий, в сотни раз менее онкоопасны, чем товарный асбест.
Разработан способ получения синтетического хризотил-асбеста, который не проявил канцерогенное действие и апробирован с положительным результатом в производстве высокопрочных клеев авиационного назначения и фрикционных композиционных материалов.
Результаты теоретических исследований, практических разработок и их апробаций выполненных в соответствии с межотраслевой программой «Эколого-гигиеническая оценка применения хризотилового асбеста в производстве строительных материалов, в строительстве жилых и общественных зданий», после одобрения Правительством Российской Федерации и ратифицирования Государственной Думой Федерального Собрания Российской Федерации Конвенции об охране труда при использовании асбеста включены Правительственной комиссией РФ в доклад по проблеме «Асбест и здоровье» на заседании Совета Евросоюза в городе Страсбург.
Везенцев А. И. проводит исследования по изучению морфологических и структурных особенностей природных минералов и синтетических фаз с целью получения материалов, обладающих заданными характеристиками:
- способностью очищать питьевую, сточную, технологическую и природную воду от радиоактивных и тяжелых металлов, нефтепродуктов, патогенных микроорганизмов и выводить их из организма человека и сельскохозяйственных животных;
- обеспечивающими получение новых материалов для фармации, медицины, ветеринарии, строительства, авиакосмической и другой новейшей техники;
- уменьшенной канцерогенной активностью (хризотил — асбест).

Достигнута возможность осуществлять планируемую и управляемую перестройку кристаллической решетки минералов, либо производить изоморфное замещение катионов в заданных позициях, в том числе в октаэдрических и тетраэдрических слоистых силикатов, производить одновременную перестройку кристаллической решетки и изоморфное замещение катионов. Под руководством Везенцева А. И. его сотрудниками разработана методика определения эмиссии асбестовых волокон из асбестоцементных материалов и накоплен опыт практической работы в определении пригодности неметаллических полезных ископаемых (кварцевый и иной песок, глина, каолин, слюда, асбест, мел, известняк, доломит и др.) и отходов промышленных предприятий (горелая земля, кислотные и щелочные стоки, влажные и сухие отходы асбоцементных предприятий и т. д.) в производстве силикатных стекол (стеклотара, эмали, глазури), вяжущих, стеновых, теплоизоляционных и др. композиционных материалов.
Синтезированы нано-трубчатые (нанотрубки — D_внеш = 20—26 нм и 30—35 нм, до d_внутр = 3÷7 нм, l — до100 нм) и пластинчатые (толщиной от 2,2—3,0 нм) кристаллы слоистых силикатов структурного типа 1:1 и 2:1 как с неразбухающей, так и с разбухающей кристаллической решеткой по оси z. Получено безцементное кислотостойкое вяжущее и бетон для устройства полов в животноводческих помещениях, изготовления кислотостойкой штукатурки энергетических установок, работающих на газообразном, жидком и твердом топливе, а также химических и металлургических производств. Разработаны эффективные экологическибезопасные негорючие листовые, сложнофасонные и гранулированные теплоизоляционные материалы. Коллектив под руководством Везенцева А. И. разработал ряд адсорбентов для отчистки питьевой, природной и технологической воды; плодородной почвы; детоксикации организма человека и сельскохозяйственных животных, включая птиц.
Способность монтмориллонита, как слоистого силиката структурного типа 2:1 с кристаллической решеткой разбухающей по оси z, поглощать ионы свинца, меди, кадмия, никеля сотрудники Везенцева А. И. увеличили в 15 раз, а способность «связывать» патогенные микроорганизмы в 30 раз! Сорбционная (поглощающая) активность разработанных препаратов по отношению к некоторым вирусам в сотни раз превосходит широко применяемый медиками активированный уголь. Использование в животноводстве препарата, созданного на основе пород Белгородской области, вдвое сокращает сроки выздоровления животных, при двукратном сокращении использования антибиотиков.
Природные формы разработанного сорбента по обеззараживающим свойствам не уступают товарным образцам лекарственного препарата «Смекта» (Франция), а активированный материал превышает по сорбционной емкости препарат «Смекта» на 50-80 %. Существенным достоинством разработанных энтеросорбентов является сохранение высоких вкусовых качеств воды.
Проверка разработанных сорбентов сотрудниками Киевской государственной медицинской академии последипломного образования и Института фармакология живых систем НИУ БелГУ показала, что экспериментальный препарат не обладает местнораздражающим и аллергизирующим действием, острой и хронической токсичностью, не проявил тератогенные, мутагенные и канцерогенные свойства, не оказывает отрицательного действия на функцию и структуру жизненно важных органов и состав крови. Установлено, что, кроме очистки организма человека, созданный препарат может быть использован для лечения язвенной болезни желудочно-кишечного тракта, а также артрита и радикулита.
Исследовательскими работами, выполненными совместно с научными сотрудниками Санкт-Петербургского университета информационных технологий, механики и оптики, Института химии высокомолекулярных веществ РАН разработан композиционный материал, который успешно прошел испытания в Санкт-Петербургской военно-медицинской академии им. М. В. Фрунзе при лечении огнестрельных, ожоговых и гнойных ран. Совместные исследования с сотрудниками Белгородского государственного аграрного университета имени В. Я. Горина по разработке новой минеральной кормовой добавки (МКД) показали, что при её применении улучшаются продуктивность, здоровье и сохранность животных. Сотрудники коллектива под руководством Везенцева А. И. провели проверку экспериментальных сорбентов в Ботаническом саду БелГУ. Установлено, что и на растения они воздействуют благотворно, значительно стимулируя рост кукурузы, обеспечивают влагоудержания и снижают содержания ТМ в растениях.
Тематика по разработке эффективных сорбентов включена в планы Научного Совета по физической химии РАН.
Сотрудники ТК совместно с научными сотрудниками Киевской государственной медицинской академии последипломного образования, Санкт-Петербургской военно-медицинской академии им. С. М. Кирова, Санкт-Петербургского университета информационных технологий, механики и оптики, Белгородского государственного аграрного университета имени В. Я. Горина и Института фармакологии живых систем Медицинского Института БелГУ разработали ряд препаратов, представляющих практический интерес как для традиционной (человеческой), так и ветеринарной медицины.
Под руководством Везенцева 10 аспирантов защитили диссертационные работы на соискание ученой степени кандидата наук по 5 научным специальностям: Технология силикатных и тугоплавких неметаллических материалов, Строительные материалы, Экология, Коллоидная химия, Физическая химия.

## Награды
- 2019 г. правительством Белгородской области премией В. Г. Шухова и дипломом за первое место в номинации "Инновации в сфере технологии биоинженерии и нанотехнологии,
- 2007, 2012 г., Почётной грамотой Министерства образования и науки Российской Федерации
- 2017 г., Благодарственным письмом Департамента внутренней и кадровой политики правительства Белгородской области,
- 2021 г., Золотой медалью и Дипломом за участие в выставке Inventions Ԑr Innovations 2021 European Grand prix, Paris, September 10-13, 2021,
- 2020 г., Серебряной медалью и дипломом за участие в работе XXIII Московского международного Салона изобретений и инновационных технологий «Архимед-2020», Россия, Москва, 24.03-27.03.2020 г.
- 2015 г., Серебряной медалью и Дипломом за участие в работе XVIII Московского международного Салона изобретений и инновационных технологий «Архимед-2015»
- 2016 г. Дипломом среднерусского экономического форума,
- 2007 г. Дипломом победителя конкурса на соискании премии некоммерческой организации фонда поддержки здоровья, образования, физкультуры и спорта «Поколение» в номинации «Лучший учёный БелГУ в области изучения наноматериалов и нанотехнологий»,

## Научные труды
Список трудов Везенцева А. И. насчитывает более 540 наименований, в том числе 4 монографии по экологической тематике и 50 публикаций в издательствах, индексируемых в базе Scopus и Web of Science.
Научные труды Везенцева А. И. опубликованы в ведущих журналах: Доклады академии наук; Известия АН. Серия геологическая; Известия АН. Неорганические материалы; Журнал физической химии;
Экспериментальная онкология; Гигиена и санитария; Токсикологический вестник; Медицина труда и промышленная экология; Радиохимия; Сорбционные и хроматографические процессы; Проблемы региональной экологии; Экология и промышленность России; Вода: химия и экология; Строительные материалы; Стекло и керамика; Актуальные вопросы биологии; Горный журнал; Лакокрасочные материалы и их применение; Бутлеровские чтения; Химическая промышленность сегодня; Вопросы атомной науки и техники. Серия: физика радиационного взаимодействия на РЭА; Бюллетень экспериментальной биологии и медицины; Российский ветеринарный журнал; Mendeleev Communications; Research Journal of Pharmaceutical; Biological and Chemical Sciences; Advances in Environmental Biology; ARPN Journal of Engineering and Applied Sciences; Internation of Applied Engineering Research (IJAER); Problems of Atomic Science and Technology; Protection of Metals and Physical Chemistry of Surfaces свидетельствуют о широте его научных интересов и принесли ему мировую известность. Индекс цитирования работ превышает 1000, индекс Хирша — 12.
Научно-техническая новизна инновационных решений утверждена Федеральным институтом промышленной собственности в виде 43 авторских свидетельств и патентов РФ.
Везенцевым А. И. опубликованы учебные пособия для студентов специалитета, бакалавриата и магистратуры в том числе: «Химическое материаловеденье», «Методы получения нанодисперсных структур», «Химия нанокластеров и нанокомпозитов», «Актуальные задачи современной химии. Дисперсные системы», «Синтез и анализ веществ и материалов».

## Основные публикации
- Везенцев А. И., Чуев В. П., Накисько Е. Ю., Данг Минь Тхуи, Жаксылык Бекзат , Болат Нуржан , Пантелеева Я. А. (2020). Апробация экспериментальных адсорбентов при очистке технологической воды "Опытно-экспериментального завода «Владмива» г. Белгород от ионов N12+. Журнал «Пожарная и техносферная безопасность: проблемы и пути совершенствования.», издательство Государственное образовательное учреждение высшего профессионального образования «Академия гражданской защиты» Министерства по делам гражданской обороны, чрезвычайным ситуациям и ликвидации последствий стихийных бедствий Донецкой Народной Республики (Донецк), № 1 (5), с. 109—114
- Sokolovskiy P.V., Roessner F., Vezentsev A.I., Konkova T.V., Alekhina M.B., Manokhin S.S., Greish A.A. (2018). Changes in the Crystal Lattice Parameters of Montmorillonite during Its Modification by Cobalt and Aluminum Cations. Russian Journal of Physical Chemistry A, издательство Pleiades Publishing, Ltd (Road Town, United Kingdom), том 92, № 10, с. 1947—1952
- Vezentsev A.I., Peristiy V.A., Bukhanov V.D., Peristaya L.F., Sokolovskiy P.V., Roessner F., Mikhailyukova M.O., Greish A.A.(2018). Effective Purification of Water from Iron Ions and Potentially Pathogenic Microorganisms Using a Montmorillonite Composite Sorbent. Russian Journal of Physical Chemistry A, издательство Pleiades Publishing, Ltd (Road Town, United Kingdom), том 92, № 9, с. 1806—1812
- Vezentsev A.I., Peristiy V.A., Bukhanov V.D., Peristaya L.F., Sokolovskiy P.V., Roessner F., Mikhailyukova M.O., Greish A.A.(2018) Effective Purification of Water from Iron Ions and Potentially Pathogenic Microorganisms Using a Montmorillonite Composite Sorbent. Russian Journal of Physical Chemistry A, издательство Pleiades Publishing, Ltd (Road Town, United Kingdom), том 92, № 9, с. 1806—1812
- Соколовский П. В., Ресснер Ф., Везенцев А. И., Конькова Т. В., Алехина М. Б., Манохин С. С., Грейш А. А. (2018) Изменение параметров кристаллической решетки монтмориллонитной глины путем её модифицирования катионами кобальта и алюминия. Журнал физической химии, издательство Наука (М.), том 92, № 10, с. 1575—1581
- Конькова Т. В., Алехина М. Б., Везенцев А. И., Соколовский П. В. (2016). Формирование и стабильность пористой структуры пилларированных глин. Журнал «Физикохимия поверхности и защита материалов», издательство ИКЦ «Академкнига» (Москва), том 52, № 5, с. 472—475
- Везенцев А. И., Тьяу Н. Х., Соколовский П. В., Буханов В. Д., Милютин В. В., Алехина М. Б., Конькова Т. В. (2015) Композиционный сорбент на основе минерального и растительного сырья.//Сорбционные и хроматографические процессы. Жнрнал «Сорбционные и хроматографические процессы», издательство ВГУ (Воронеж), том 15, № 1, с. 127—133
- Везенцев А. И., Нгуен Хоай Тьяу, Соколовский П. В., Буханов В. Д., Милютин В. В., Конькова Т. В., Алехина М. Б. (2015). Композиционный сорбент на основе минерального и растительного сырья. Журнал «Сорбционные и хроматографические процессы», издательство ВГУ (Воронеж), том 15, № 1, с. 127—133
- Конькова Т. В., Алехина М. Б., Папкова М. В., Михайличенко А. И., Либерман Е. Ю., Везенцев А. И., Садыков Т. Ф. (2013). Использование монтмориллонитовых глин для окислительно-деструктивной очистки сточных вод от органических красителей. Журнал «Экология и промышленность России», издательство Калвис (М.), № 3, с. 32-36
- Везенцев А. И., Пылев Л. Н., Путляев В. И., Кнотько А. В., Наумова Л. Н., Гудкова Е. А., Смирнова О. В. (2009). Повышение экологической безопасности хризотил-асбеста под действием продуктов гидратации Портландцемента. Журнал «Экология и промышленность России», издательство Калвис (М.), № 7, с. 10-10